# Olympiakos Syndesmos Filathlōn Peiraiōs 2014-2015 (pallacanestro maschile)
Questa voce raccoglie le informazioni riguardanti l'Olympiakos B.C. nelle competizioni ufficiali della stagione 2014-2015.

## Stagione
La stagione 2014-2015 dell'Olympiakos è la 61ª nel massimo campionato greco di pallacanestro, l'A1 Ethniki.

## Roster
Aggiornato al 18 luglio 2018.
| Olympiakos 2014-15 | Olympiakos 2014-15 |
| Giocatori          | Staff tecnico      |
| ------------------ | ------------------ |

| N. | Naz.                                        | Ruolo | Nome                  | Anno | Alt.   | Peso   |  |
| -- | ------------------------------------------- | ----- | --------------------- | ---- | ------ | ------ |  |
| 4  | Stati Uniti (bandiera)                      | AG    | Brent Petway          | 1985 | 205 cm | 102 kg |  |
| 5  | Stati Uniti (bandiera) · Liberia (bandiera) | AC    | Othello Hunter        | 1986 | 203 cm | 107 kg |  |
| 6  | Stati Uniti (bandiera)                      | C     | Bryant Dunston        | 1986 | 203 cm | 114 kg |  |
| 7  | Grecia (bandiera)                           | PG    | Vasilīs Spanoulīs (C) | 1982 | 193 cm | 89 kg  |  |
| 9  | Grecia (bandiera)                           | A     | Iōannīs Papapetrou    | 1994 | 203 cm | 105 kg |  |
| 10 | Grecia (bandiera)                           | P     | Kōstas Sloukas        | 1990 | 190 cm | 95 kg  |  |
| 14 | Cipro (bandiera) · Grecia (bandiera)        | G     | Andreas Christodoulou | 1995 | 197 cm | 97 kg  |  |
| 15 | Grecia (bandiera)                           | AG    | Giōrgos Printezīs     | 1985 | 205 cm | 105 kg |  |
| 16 | Grecia (bandiera)                           | AC    | Dīmītrīs Agravanīs    | 1994 | 208 cm | 116 kg |  |
| 17 | Grecia (bandiera)                           | G     | Vaggelīs Mantzarīs    | 1990 | 194 cm | 86 kg  |  |
| 18 | Grecia (bandiera)                           | C     | Vasilīs Kavvadas      | 1991 | 204 cm | 120 kg |  |
| 19 | Grecia (bandiera)                           | P     | Dīmītrīs Katsivelīs   | 1991 | 196 cm | 96 kg  |  |
| 20 | Stati Uniti (bandiera) · Croazia (bandiera) | P     | Oliver Lafayette      | 1984 | 188 cm | 86 kg  |  |
| 21 | Stati Uniti (bandiera)                      | AP    | Tremmell Darden       | 1981 | 194 cm | 91 kg  |  |
| 24 | Stati Uniti (bandiera) · Belgio (bandiera)  | AP    | Matt Lojeski          | 1985 | 198 cm | 92 kg  |  |
| 27 | Grecia (bandiera)                           | AG    | Michalīs Tsairelīs    | 1988 | 206 cm | 110 kg |  |
| -  | Grecia (bandiera)                           | G     | Vasilīs Mouratos      | 1997 | 193 cm | 93 kg  |  |

| Allenatore |
| - / Milan Tomić (fino al 3 novembre) - Giannīs Sfairopoulos (dal 3 novembre)                                                                                      |
| Assistente/i |
| - Vasilīs Geragotellis - Vangelīs Koutsoukeras - Christos Marmarinos - / Milan Tomić (dal 3 novembre) Legenda - (C) Capitano - (IN) Inattivo - Infortunato Roster |

## Mercato

### Sessione estiva
| Acquisti | Acquisti         | Acquisti        | Acquisti   | Acquisti |
| R.       | Nome             | da              | Modalità   |          |
| -------- | ---------------- | --------------- | ---------- | -------- |
| P        | Oliver Lafayette | Valencia        | definitivo |          |
| AP       | Tremmell Darden  | Real Madrid     | definitivo |          |
| AC       | Othello Hunter   | Mens Sana Siena | definitivo |          |

| Cessioni | Cessioni            | Cessioni         | Cessioni       | Cessioni |
| R.       | Nome                | a                | Modalità       |          |
| -------- | ------------------- | ---------------- | -------------- | -------- |
| C        | Mirza Begić         | Olimpija Lubiana | rescissione    |          |
| PG       | Acie Law            |                  | ritirato       |          |
| AP       | Mardy Collins       | Turów Zgorzelec  | fine contratto |          |
| AP       | Stratos Perperoglou | Anadolu Efes     | fine contratto |          |
| C        | Giorgi Shermadini   | Free agent       | fine contratto |          |

### Dopo l'inizio della stagione
| Acquisti | Acquisti           | Acquisti          | Acquisti         | Acquisti   |
| R.       | Nome               | da                | Data             | Modalità   |
| -------- | ------------------ | ----------------- | ---------------- | ---------- |
| AG       | Michalīs Tsairelīs | Canarias Tenerife | 25 febbraio 2015 | definitivo |

| Cessioni | Cessioni       | Cessioni      | Cessioni        | Cessioni    |
| R.       | Nome           | a             | Data            | Modalità    |
| -------- | -------------- | ------------- | --------------- | ----------- |
| C        | Cedric Simmons | N.B. Brindisi | 4 novembre 2014 | rescissione |